# Agranulozytose
Eine Agranulozytose ist eine starke Verminderung der Granulozyten, einer Untergruppe der weißen Blutkörperchen (Leukozyten), auf unter 500 Zellen/µl Blut.

## Ursachen
Häufigste Ursache einer Agranulozytose ist eine Unverträglichkeitsreaktion auf bestimmte Medikamente, oft Analgetika, Antipyretika, Neuroleptika, Thyreostatika oder Sulfonamide. Seltener ist eine Störung der Blutbildung im Knochenmark, zum Beispiel durch maligne Tumoren, aplastische Anämien und Einnahme von Chemotherapeutika.
Die wichtigsten auslösenden Medikamente der Agranulozytose sind Metamizol (Häufigkeit einer schweren Agranulozytose: 2,4–15,4 Fälle pro Million der Bevölkerung) Clozapin, Clomipramin, Ticlopidin, Carbimazol, Thiamazol, Sulfasalazin, Cotrimoxazol, Carbamazepin, Perchlorat.
Anders als bei einer Unverträglichkeitsreaktion auf bestimmte Medikamente kann eine Einnahme von Levamisol (beispielsweise als Streckmittel in Kokain aufgrund des ähnlichen Aussehens und angeblicher Wirkungsverlängerung) eine Agranulozytose herbeiführen, wenn das Histokompatibilitäts-Antigen HLA-B27 vorhanden ist.

## Formen
Die Typ-I-Agranulozytose wird durch eine Immunreaktion gegen die zirkulierenden Granulozyten ausgelöst und tritt als akute Erkrankung auf.
Die Typ-II-Agranulozytose setzt meist allmählich ein und wird durch eine toxische Schädigung des Knochenmarks durch Medikamente ausgelöst.

## Klinisches Bild
Die erstmals 1922 von Werner Schultz beschriebene Erkrankung beginnt unspezifisch mit einer Störung des Allgemeinbefindens und Fieber. Später treten Schleimhautgeschwüre, Hautnekrosen und örtlich begrenzte Lymphome auf. Man spricht auch von der Trias: 1. Fieber, 2. Angina tonsillaris, 3. Mundfäule.

## Diagnostik
Wegweisend ist eine Laboruntersuchung des Blutes (Blutbild). Weiterhin muss sorgfältig nachgeforscht werden, welche Medikamente eingenommen wurden und potenziell ursächlich sein können. Zum Ausschluss einer Bildungsstörung der weißen Blutkörperchen wird eine Gewebeprobe aus dem Knochenmark (meist Beckenkamm, alternativ Brustbein) entnommen und feingeweblich untersucht.

## Therapie
Da meist von einer Nebenwirkung von Arzneimitteln auszugehen ist, sollten an erster Stelle alle nicht unbedingt notwendigen Medikamente abgesetzt werden bzw. durch solche ersetzt werden, die bekanntermaßen keine Agranulozytose auslösen. Oft lässt sich das auslösende Medikament nicht ermitteln. Weiterhin werden Maßnahmen zur Infektionsprophylaxe eingeleitet. Um die Therapie zu unterstützen, kann die Granulozytenproduktion durch die Gabe von Granulozyten-Wachstumsfaktoren G-CSF und GM-CSF angeregt werden.

## Prophylaxe
Wichtig ist die Aufklärung über die Möglichkeit einer Agranulozytose als Nebenwirkung von Medikamenten, da gerade häufig eingenommene Präparate wie Metamizol oder das Neuroleptikum Clozapin eine Agranulozytose auslösen können.
Der Agranulozytose-Patient ist gründlich über die möglichen Ursachen seiner Erkrankung aufzuklären, da auch nach der Überwindung der Krankheit die Empfindlichkeit gegenüber der Substanz bestehen bleibt. Bei Bestehen einer Agranulozytose sollte auf eine gründliche Körperhygiene, insbesondere der Mund-, Rachen- und Analregion, geachtet werden. Menschenansammlungen sollten aufgrund der Infektionsgefahr vermieden werden.

## Sonderformen
Neben diesen medikamentös-allergisch verursachten gibt es angeborene Agranulozytosen:
- infantile hereditäre Agranulozytose, siehe Kostmann-Syndrom
- zyklische Agranulozytose
- Retikuläre Dysgenesie

## Ältere Literatur
- Ludwig Heilmeyer, Herbert Begemann: Blut und Blutkrankheiten. In: Ludwig Heilmeyer (Hrsg.): Lehrbuch der Inneren Medizin. Springer-Verlag, Berlin/Göttingen/Heidelberg 1955; 2. Auflage ebenda 1961, S. 376–449, hier: S. 419–421 (Die Agranulocytose).